# سیارک ۷۴۴۷
سیارک ۷۴۴۷ (به انگلیسی: 7447 Marcusaurelius، نامگذاری:1142T-3) هفت هزار و چهارصد و چهل و هفتمین سیارک کشف شده‌است که در ۱۷ اکتبر ۱۹۷۷ کشف شد.
قدر مطلق سیارک برابر ۱۳٫۳۰ است.